# Episodi di Polvere di stelle (terza stagione)
La terza stagione della serie televisiva Polvere di stelle (Bob Hope Presents the Chrysler Theatre) è andata in onda negli Stati Uniti dal 15 settembre 1965 al 22 giugno 1966 sulla NBC.
| nº | Titolo originale                    | Prima TV USA      | Titolo italiano | Prima TV Italia |
| -- | ----------------------------------- | ----------------- | --------------- | --------------- |
| 1  | The Game                            | 15 settembre 1965 |                 |                 |
| 2  | The Crime                           | 22 settembre 1965 |                 |                 |
| 3  | March From Camp Tyler               | 6 ottobre 1965    |                 |                 |
| 4  | Kicks                               | 13 ottobre 1965   |                 |                 |
| 5  | Back to Back                        | 27 ottobre 1965   |                 |                 |
| 6  | Mister Governess                    | 10 novembre 1965  |                 |                 |
| 7  | Russian Roulette                    | 17 novembre 1965  |                 |                 |
| 8  | Highest Fall of All                 | 1º dicembre 1965  |                 |                 |
| 9  | The Betrayal                        | 8 dicembre 1965   |                 |                 |
| 10 | Bob Hope Christmas Variety Special  | 22 dicembre 1965  |                 |                 |
| 11 | The Admiral                         | 29 dicembre 1965  |                 |                 |
| 12 | The Enemy on the Beach              | 5 gennaio 1966    |                 |                 |
| 13 | After the Lion, Jackals             | 26 gennaio 1966   |                 |                 |
| 14 | When Hell Froze                     | 2 febbraio 1966   |                 |                 |
| 15 | A Small Rebellion                   | 9 febbraio 1966   |                 |                 |
| 16 | Wind Fever                          | 2 marzo 1966      |                 |                 |
| 17 | Guilty or Not Guilty                | 9 marzo 1966      |                 |                 |
| 18 | Tell Them The Streets are Dancing   | 16 marzo 1966     |                 |                 |
| 19 | Brilliant Benjamin Boggs            | 30 marzo 1966     |                 |                 |
| 20 | The Sister and the Savage           | 6 aprile 1966     |                 |                 |
| 21 | Bob Hope Comedy Special             | 13 aprile 1966    |                 |                 |
| 22 | The Faceless Man                    | 4 maggio 1966     |                 |                 |
| 23 | Holloway's Daughters                | 11 maggio 1966    |                 |                 |
| 24 | One Embezzlement and Two Margaritas | 18 maggio 1966    |                 |                 |
| 25 | Runaway Boy                         | 25 maggio 1966    |                 |                 |
| 26 | Shipwrecked                         | 8 giugno 1966     |                 |                 |
| 27 | In Pursuit of Excellence            | 22 giugno 1966    |                 |                 |

## The Game
- Prima televisiva: 15 settembre 1965
- Diretto da: Sydney Pollack
- Scritto da: S. Lee Pogostin

### Trama
- Guest star: Cyril Delevanti (Toulouse), Celia Lovsky (Elderly Lady), Maurice Evans (Abelard), Renzo Cesana (Pietro), Cliff Robertson (Quincey Parke), Anthony D. Nealis (Dealer), Georgia Simmons (nonna), Nehemiah Persoff (Alverian), Ivan Triesault (Baron)

## The Crime
- Prima televisiva: 22 settembre 1965
- Diretto da: Ron Winston
- Soggetto di: Stephen Longstreet

### Trama
- Guest star: Dana Wynter (Sarah Rodman), Karen Steele (Fran Perez), Michael Pataki (Johnny Ridzik), Oliver McGowan (Winfield), Berkeley Harris (Mikel Hawley), Walter Woolf King (Frank Busch)

## March From Camp Tyler
- Prima televisiva: 6 ottobre 1965

### Trama
- Guest star: Ben Johnson (Burt Wade), James Murdock (caporale Milton), Bethel Leslie (Clarissa), Charles McGraw (sergente Goss), Leroy Johnson (Two Birds), David Renard (Miranda)

## Kicks
- Prima televisiva: 13 ottobre 1965

### Trama
- Guest star: Ron Husmann (Hanley Stephens), Janet MacLachlan (Fran), Jack Weston (detective Sergeant), Melodie Johnson (Holly Stephens), Harold Stone (Enrico), Don Gordon (Brook)

## Back to Back
- Prima televisiva: 27 ottobre 1965
- Scritto da: David Rayfiel

### Trama
- Guest star: Shelley Winters (Edith), Shirley Grayson (Miss Fitzhugh), Jack Hawkins (Silcox), Warren Stevens (Drake)

## Mister Governess
- Prima televisiva: 10 novembre 1965

### Trama
- Guest star: Jacques Bergerac (Henri Courville), Hoke Howell (Jimmy), Maudie Prickett (segretario/a), Chet Stratton (Duclay), Robert Clary (Marcel Pleusteau), Tom Tryon (Terry Williams), Fred Clark (Horace Singleton), Michael Blake (Lee Barclay)

## Russian Roulette
- Prima televisiva: 17 novembre 1965
- Diretto da: David Butler
- Soggetto di: Bob Hope

### Trama
- Guest star: Victor Buono (Grebb), Leon Belasco (Thin Russian), Leon Askin (Fat Russian), Harold Stone (Borginin), Charles Welch (Joe Taylor), Magda Harout (Chauffeur), Bob Hope (Les Haines), Jill St. John (Janie Douglas)

## Highest Fall of All
- Prima televisiva: 1º dicembre 1965

### Trama
- Guest star: Martin Garralaga (Pietro), Steve Ihnat (Doyle Ralston), Terry Moore (Diane Skates), Robert Q. Lewis (Writer), Joan Hackett (Lili Strode), Gary Merrill (John Perry), John Willis (Press Agent)

## The Betrayal
- Prima televisiva: 8 dicembre 1965
- Diretto da: Paul Almond
- Scritto da: Alvin Goldman

### Trama
- Guest star:

## Bob Hope Christmas Variety Special
- Prima televisiva: 22 dicembre 1965
- Diretto da: Mort Lachman, Bill Larkin
- Scritto da: John Rapp, Lester White

### Trama
- Guest star: Vic Damone (se stesso), Tippi Hedren (se stessa), Phyllis Diller (se stessa), Johnny Grant (se stesso), Anita Bryant (se stessa), Diane McBain (se stessa)

## The Admiral
- Prima televisiva: 29 dicembre 1965

### Trama
- Guest star: Warren Stevens (tenente Bob Doran), Sal Ponti (Russo), Robert Reed (tenente Chris Callahan), Russ Conway (capitano George Staunton), John Lodge (Henshaw), Don Marshall (Jerry Benton)

## The Enemy on the Beach
- Prima televisiva: 5 gennaio 1966

### Trama
- Guest star: James Donald (comandante John McAuliffe), Ashley Cowan (conducente), Torin Thatcher (comandante Hastings), Victor Rogers (tenente)

## After the Lion, Jackals
- Prima televisiva: 26 gennaio 1966
- Diretto da: Jack Laird
- Scritto da: Stanford Whitmore

### Trama
- Guest star: John Holland (dottore), Renata Vanni (Manuela), Oscar Beregi, Jr. (German Tourist), Suzanne Pleshette (Adrian Harris), Thelma Rockman (Matron), Stanley Baker (C.C. Conover), Frank Puglia (Guide), Eduardo Ciannelli (Boniface), Rockne Tarkington (Poet)

## When Hell Froze
- Prima televisiva: 2 febbraio 1966
- Diretto da: William Hale

### Trama
- Guest star: Jean Engstrom (Hattie House), Jane Wyman (Addie Joslin), Jack Bailey (Albert House), E. J. Andre (Calicoon), Leslie Nielsen (John Joslin), Steve Carlson (Ray Joslin), Martin Milner (William Hedge)

## A Small Rebellion
- Prima televisiva: 9 febbraio 1966
- Scritto da: S. Lee Pogostin

### Trama
- Guest star: Sam Levene (Noel Greb), George Maharis (Michael Kolinos)

## Wind Fever
- Prima televisiva: 2 marzo 1966
- Scritto da: Ernest Kinoy

### Trama
- Guest star: Keye Luke (Han), Pippa Scott (Martha Harris), Abraham Sofaer (Hill Doctor), Hedley Mattingly (McNair), John Cassavetes (John Rutledge), Wilfrid Hyde-White (Arkway), George Takei (Fahn)

## Guilty or Not Guilty
- Prima televisiva: 9 marzo 1966
- Scritto da: Evan Hunter

### Trama
- Guest star: Robert Duvall (Frank Reeser), Pamela Toll (Alicia), Leslie Nielsen (Gregg Collier), Richard Beymer (Ralph Belmonte), Bill McNally (Peter), Leif Erickson (Ben Stafford), Robert Ryan (Andrew Dixon), Diana Hyland (Mrs. Collier)

## Tell Them The Streets are Dancing
- Prima televisiva: 16 marzo 1966
- Diretto da: Ronald Weyman
- Scritto da: Phillip Hersch

### Trama
- Guest star: Carl Banas (detective Sergeant Byron James), Jamey Weyman (Stevey Wojeck), Tannis G. Montgomery (Judy Wojeck), Ted Follows (Crown Attorney Arnie Bateman), Patricia Collins (Marty Wojeck)

## Brilliant Benjamin Boggs
- Prima televisiva: 30 marzo 1966
- Scritto da: Nathaniel Curtis

### Trama
- Guest star: Emily Banks (Julie Thayer), Jean Hale (Kathy Simmons), Broderick Crawford (Bill Thayer), Dick Sargent (Dick O'Hara), Eddie Mayehoff (Fred Thompson)

## The Sister and the Savage
- Prima televisiva: 6 aprile 1966
- Diretto da: Gerald Mayer
- Scritto da: Dick Nelson, Edward de Blasio

### Trama
- Guest star: Steve Carlson (Billy Tabor), Michael Stanwood (Charley-O), Emily Banks (Sorella Monica), Anne Seymour (Sorella Superior)

## Bob Hope Comedy Special
- Prima televisiva: 13 aprile 1966

### Trama
- Guest star: Phyllis Diller (se stessa), Jonathan Winters (se stesso), Pete Fountain (se stesso)

## The Faceless Man
- Prima televisiva: 4 maggio 1966
- Diretto da: Stuart Rosenberg, Joseph Lejtes
- Scritto da: Harold Clements, Steven Bochco, Harry Kleiner

### Trama
- Guest star: Mercedes McCambridge (Frances), George Tyne (George), David Renard (ambulanziere), Jack Weston (Randolph Riker), Charles Drake (Dolan), Shirley Knight (Angie Peterson), Robert Pine (Ed), Cal Bartlett (Reggie), Joseph Wiseman (Rajeski), Don Hanmer (O'Hara)

## Holloway's Daughters
- Prima televisiva: 11 maggio 1966

### Trama
- Guest star: Meg Wyllie (Mrs. Ransworth), Ellen Corby (Miss Purdy), William O'Connell (Hugo), David Wayne (George Holloway), Marian McCargo (Martha Holloway), Brooke Bundy (Fleming Holloway), Barbara Hershey (Casey Holloway), Bruce Gordon (Hartford), William Mims (Hood)

## One Embezzlement and Two Margaritas
- Prima televisiva: 18 maggio 1966
- Soggetto di: Harry Brown

### Trama
- Guest star: Jocelyn Lane (Ellie Randell), Matt Clark (Paco Perez), John Alvar (Ramon Perez), Antoinette Bower (Maureen Hollings), Karen Jensen (Barbara Fremont), Michael St. Clair (George), Nico Minardos (Enric Ybarra), Jack Kelly (Frederick Piper)

## Runaway Boy
- Prima televisiva: 25 maggio 1966

### Trama
- Guest star: Carol Lynley (Miranda Woodland), Berry Kroeger (Baddington), Ray Montgomery (Bert Wilson), Sheilah Wells (Barbara Pomeroy), Peter Masterson (Tom), Sean Garrison (Doug Pomeroy), Nicholas Colasanto (P.J. Bascomb), Lola Albright (Edith Woodland)

## Shipwrecked
- Prima televisiva: 8 giugno 1966
- Diretto da: Harvey Hart
- Scritto da: Richard M. Sherman

### Trama
- Guest star: Jason Robards (Irish LaFontain)

## In Pursuit of Excellence
- Prima televisiva: 22 giugno 1966

### Trama
- Guest star: Cyril Delevanti (Bishop Andrews), Joanne Medley (Carol West), Harry Hickox (Parrish), John Williams (Fred West), Glenn Corbett (Dave Gammon), Frederick Draper (governatore Diestel), Ed Begley (dottor Hayes)